# 御霊神社 (藤沢市羽鳥)
御霊神社（ごれいじんじゃ）は、神奈川県藤沢市羽鳥にある神社。

## 祭神
- 高皇産霊神（たかみむすびのかみ）
- 神皇産霊神（かんみむすびのかみ）
- 玉積産霊神（たまつめむすびのかみ）
- 生産霊神（いくむすびのかみ）
- 足産霊神（たるむすびのかみ）[1]

## 文化財
藤沢市指定文化財（工芸品）
- 御霊神社の梵鐘 - 1966年（昭和41年）1月17日指定[2]。室町時代の1386年（至徳3年）に鋳造されたもので、もとは千葉県の香取神宮寺にあったが、1872年（明治5年）に羽鳥村民が購入した[3]。

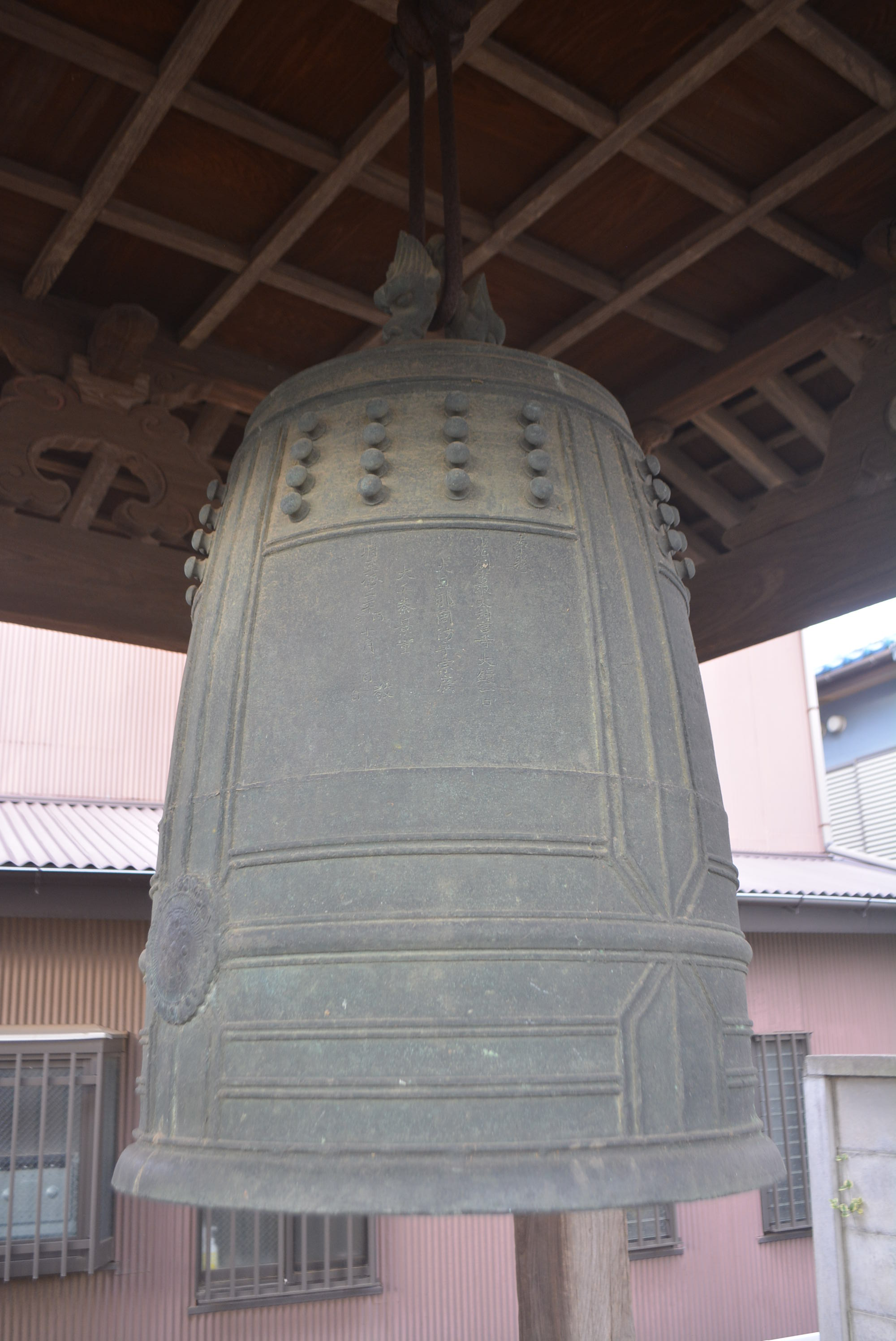
梵鐘
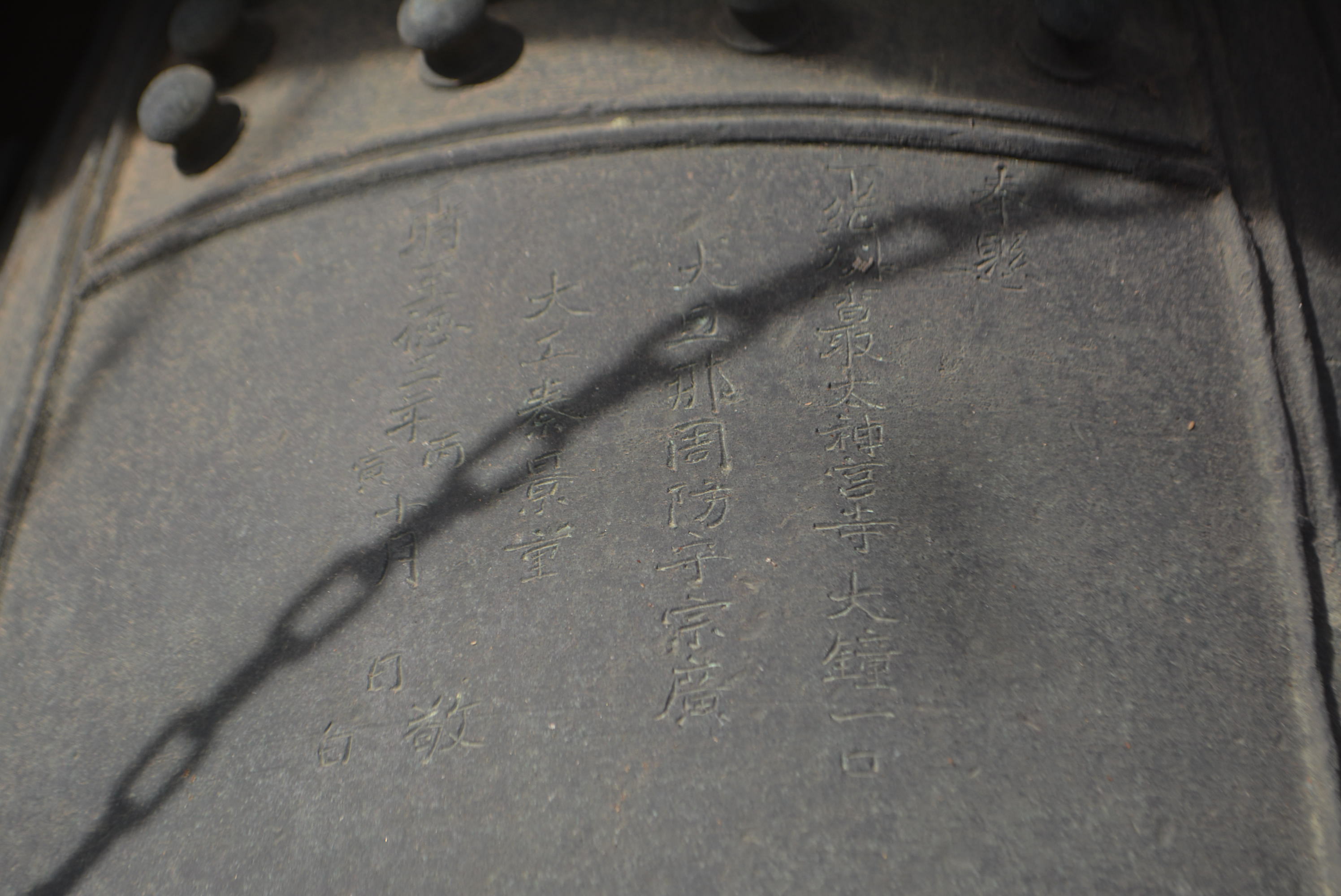
梵鐘に刻まれた香取太神宮寺の文字

## 祭事
- 1月1日 歳旦祭（さいたんさい）
- 9月6日 例大祭（れいたいさい）

## 所在地情報
所在地
　神奈川県藤沢市羽鳥三丁目15番28号
交通
　JR東海道本線辻堂駅北口より徒歩約16分